# داوود بهادری
داود بهادری (زادهٔ ۲۴ دی ۱۳۷۲ در قم) یک بازیکن فوتبال اهل ایران است. وی هم‌اکنون در باشگاه صبای قم در لیگ آزادگان بازی می‌کند .